# Alfred Dreger

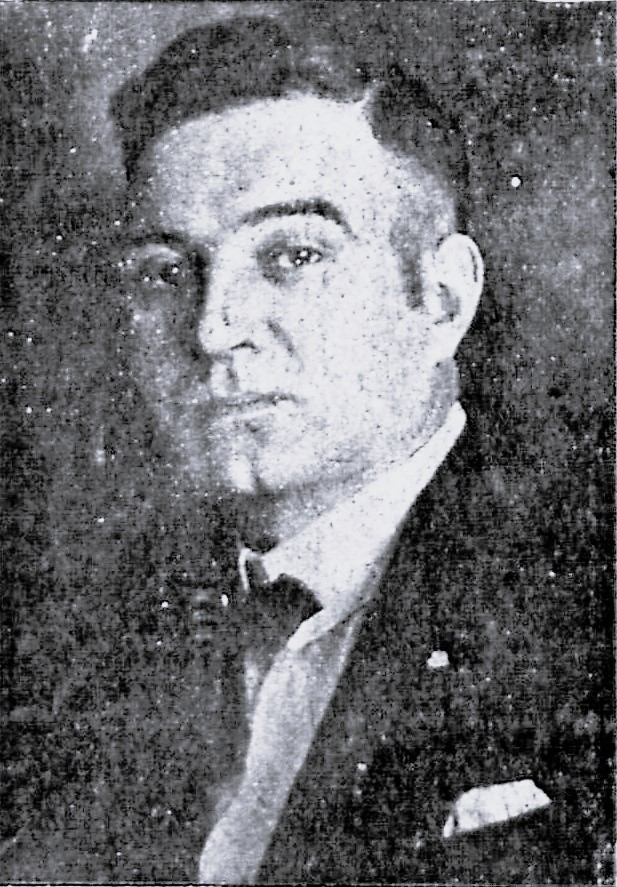
Senator Alfred Dreger

Alfred Ludwig Paul Christian Heinrich Dreger (* 17. August 1888 in Lübeck; † 22. Juli 1979 in Hamburg) war ein deutscher Gewerkschaftssekretär und Senator der Hansestadt Lübeck.

## Leben
Alfred Dreger besuchte die St. Jürgen-Knabenschule (heute Kalandschule). Zum Schlosser wurde er in der Schlosserei der Friedrich Ewers & Co. ausgebildet. Nach seiner Lehrzeit ging er auf Wanderschaft und kehrte 1912 in seine Heimatstadt zurück. Bis zu seiner Einziehung zum Heeresdienst im Januar 1916 war er als Mechaniker auf dem Drägerwerk beschäftigt. Nach dem Krieg wurde er Angestellter des Allgemeinen Deutschen Gewerkschaftsbundes.
1919 bis 1925 war er für die SPD in die Lübecker Bürgerschaft gewählt worden. Hier wurde er 1921 Wortführer des Bürgerausschusses. Während seiner Zeit in der Bürgerschaft wirkte er in sämtlichen Verfassungskommissionen der Bürgerschaft mit. Sein Arbeitsgebiet war die Sozialpolitik, die Gewerkschafts- sowie Wirtschaftspolitik.
Am 27. April 1925 wurde er zum ehrenamtlichen Senator der Hansestadt Lübeck berufen. Dreger war später hauptamtlich Direktor der AOK in Lübeck. Er trat am 22. Oktober 1930 von seinem Amt als Senator zurück. 1947 verzog er von Lübeck nach Hamburg.